# 라이치힌스크
라이치힌스크(러시아어: Райчихинск)는 러시아 아무르주에 위치한 도시이다. 제야-부레야 분지에 위치해있으며, 아무르강과 가깝다. 인구는 2010년 기준 20,534명이다.

## 역사
본래 라이치힌스크는 갈탄 매장지 근처에 위치해 있었다. 갈탄의 채굴은 1913년에 시작되었으며, 1932년 근처 강의 이름을 따서 라이치카(러시아어: Райчиха)라는 이름의 영구 정착지가 건설되었다.
1938년 2월에 '라이치차-ITL' 이라는 이름의 굴라크 수용소가 건설되었다. 약 11,000명 가량의 수용자들이 있었으며, 석탄 광산에서 강제 노동을 했다. 수용소는 1942년 6월 철거되었다.
1944년에 시로 승격되었다.

## 경제
갈탄 채굴은 여전히 라이치힌스크의 주요 산업이다. 2개의 노천광이 마을을 둘러싸고 있다.

## 교통
부레야에서 시작되는 철도의 종착역이다. 이 철도는 시베리아 횡단 철도와 연결된다.